# Liste des symbologies
La symbologie est la correspondance entre le texte et le code-barres. La spécification d'une symbologie comprend le codage du message en barres et en espaces, les éventuels marqueurs de début et de fin, la taille de la zone de silence devant se trouver avant et après le code à barres et le calcul d'une somme de contrôle.

## Liste
| Nom                                | Exemple          | Spécifications |
| ---------------------------------- | ---------------- | --- |
| Codes-barres unidimensionnels (1D) |                  | |
|                                    |                  | |
| Codes postaux                      |                  | |
|                                    |                  | |
| Code-barres bidimensionnels (2D)   |                  | |
| Code Aztec                         | 1234567890ABCDEF | Motif unique au milieu. Maximum de 3832 caractères numériques. Zone de silence non obligatoire,.                                                |
| Code One                           | 1234567890ABCDEF | Maximum de 3550 caractères numériques et de 2218 caractères alphanumériques.                                                                    |
| Code QR                            | 1234567890ABCDEF | Maximum de 7089 caractères numériques et de 4296 caractères alphanumériques.                                                                    |
| Datamatrix                         | 1234567890ABCDEF | Maximum de 3116 caractères numériques et de 2335 caractères alphanumériques.                                                                    |
| MaxiCode                           | 1234567890ABCDEF | Maximum de 93 caractères. Taille fixe. |
| MicroPDF417                        | 1234567890ABCDEF | Symbologie dérivée du PDF417. Maximum de 366 caractères numériques.                                                                             |
| Micro code QR                      | 1234567890ABCDEF | Symbologie dérivée du code QR. Possède un seul indicateur de position. Maximum de 35 caractères numériques et de 21 caractères alphanumériques. |
| PDF417                             | 1234567890ABCDEF | Maximum de 2710 caractères numériques et de 1850 caractères alphanumériques.                                                                    |